# Kjetil Mørland
Kjetil Mørland, művésznevén Mørland (Grimstad, 1980. október 3. – ) norvég énekes és dalszerző. Debrah Scarlett-tel közösen Norvégiát képviselték a 2015-ös Eurovíziós Dalfesztiválon, az A Monster Like Me című dallal.

## Pályafutása
Mørland 2008-ban alapította meg az Absent Elk nevű együttest, amely 2009 tavaszán adta ki Caught in the Headlights című albumát. A zenekar olyan előadók turnéit kísérte, mint a The Script, a The Hoosiers és a Girls Aloud, majd 2009 júniusában önálló turnéra indultak az Egyesült Királyságban.
2015-ben Mørland megírta az A Monster Like Me című dalt, és duettként adta elő Debrah Scarlett-tel a norvég Melodi Grand Prix eurovíziós nemzeti döntőben. A páros 88 869 szavazattal megnyerte a versenyt, így ők képviselhették Norvégiát a 2015-ös Eurovíziós Dalfesztiválon Bécsben. A második elődöntőből továbbjutottak, majd a május 23-i döntőben a nyolcadik helyen végeztek.
2018 januárjában Mørland dalszerzőként és producerként vett részt a 2018-as Melodi Grand Prix-n a Who We Are című dallal, amelyet Rebecca adott elő. A dal március 10-én versenyzett az oslói Spektrumban, és végül a második helyen végzett a végső győztes, Alexander Rybak mögött.
2019-ben Mørland előadóként tért vissza a Melodi Grand Prix-re, a saját maga által írt En livredd mann című dallal. A döntőben, amelyet március 2-án rendeztek meg az Oslo Spektrumban, nem jutott tovább a szavazás első fordulójából. Ugyanebben az évben dalszerzőként is közreműködött Adrian Jørgensen Bubble című dalában, Jonas McDonnellel és Aleksander Walmannal közösen. Ez a dal a második helyet szerezte meg KEiiNO Spirit in the Sky című száma mögött.
2020 februárjában Mørland társszerzőként és zeneszerzőként jegyezte Ulrikke Brandstorp Attention című dalát, amelyet Brandstorppal és Christian Ingebrigtsennel közösen írtak. A dal a 2020-as Melodi Grand Prix döntőjében versenyzett a Trondheim Spektrumban február 15-én, és 200 345 szavazattal megnyerte azt, így Norvégia indulója lett volna a 2020-as Eurovíziós Dalfesztiválon, Rotterdamban. Az eseményt azonban 2020. március 18-án a COVID–19 világjárvány miatt törölték.
2021-ben ismét visszatért a Melodi Grand Prix-re, ezúttal dalszerzőként Christian Ingebrigtsen és Rein Alexander oldalán, az Eyes Wide Open című dallal. A dal automatikusan bejutott a döntőbe, amelyet február 20-án rendeztek meg, de ott már nem jutott tovább az aranydöntőbe.
2022-ben bejelentették, hogy Mørland társszerzőként és producerként részt vesz az Eesti Laul 2023 észt nemzeti válogatóban a House Of Glass című dallal, amelyet Janek adott elő. A dal végül az ötödik helyen végzett. Két évvel később, 2025-ben szintén Janek számára írt dal az észt döntőre, ekkor a Frozen című számmal a negyedik helyen zártak.
A 2023-as Eurovíziós Dalfesztivált megelőzően a román nemzeti döntőben is szerepelt dala: a Statuest Andrei Duțu adta elő, aki itt a harmadik helyen végzett.

## Diszkográfia

### Albumok
- Make a Sail (2016)

### EP-k
- Mørland (2013)

### Kislemezek
- Keep Me Dancing (2013)
- A Monster Like Me (2015, Debrah Scarlett-tel közösen)
- No Firewall (2015)
- Skin (2016)
- Make a Sail (2016)
- Leo (2018)
- If Music Could Save You (2019)
- En livredd mann (2019)
- How to Lose Something Good (2019, Miiával közösen)